# Mats Åberg (konstnär)

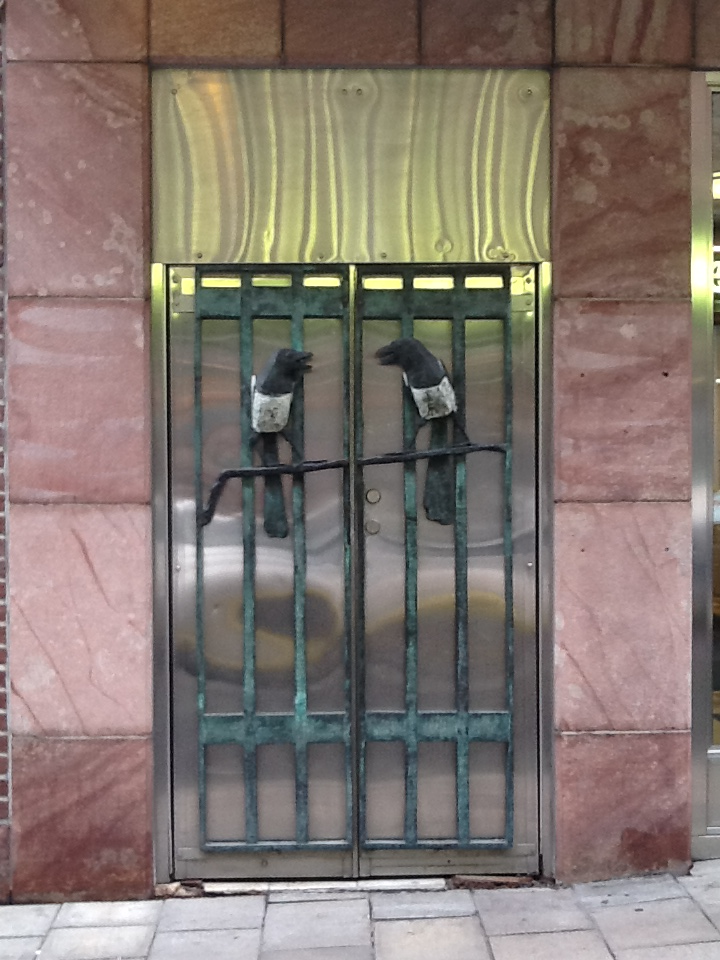
Skatgrind i Stockholm.

Mats Åberg, född 9 april 1954 i Stockholm, är en svensk skulptör.
Mats Åberg utbildade sig på Gerlesborgsskolan 1970, på Konstfack i Stockholm 1971 och på Kungliga Konstakademien 1972-77.

## Offentliga verk i urval
- Träpelare med tre bronsskulpturer, 1982, Flemingsbergsskolan i Huddinge
- Spegelhund, 1996, Berga naturbruksgymnasium, Haninge kommun
- Våga, brons i sex delar, Vasaparken, Västerås
- Skatgrind 1 och Skatgrind 2, koppar och järn, 1996-97, Jakobsbergsgatan 7 i Stockholm
- Häst på blankis, brons, 1998, Karsuddens sjukhus i Katrineholm, 2000, Malmöhus läns landsting i Malmö, 2001, Enköpings lasarett,
- Peer Gynt och passageraren, målad brons, placerad 2009 i Skulpturparken Peer Gynt i Oslo
- Sjöjungfrun, brons, 2003, i Ovala parken i Stocksund, och sedan 2009 i Farsta [1]
- Solhjul, brons, i Enebyberg
- Catwalk, brons, i Enebyberg
- Pica pica, brons, i Enebyberg
- Porträtt av Domenico Inganni, Huddinge centrum och Dizzasco, Val d’Intelvi, Italien (2003)
- Skibshund, brons, i hamnen i Österby hamn på Læsø i Danmark

## Fotogalleri, offentliga verk i urval

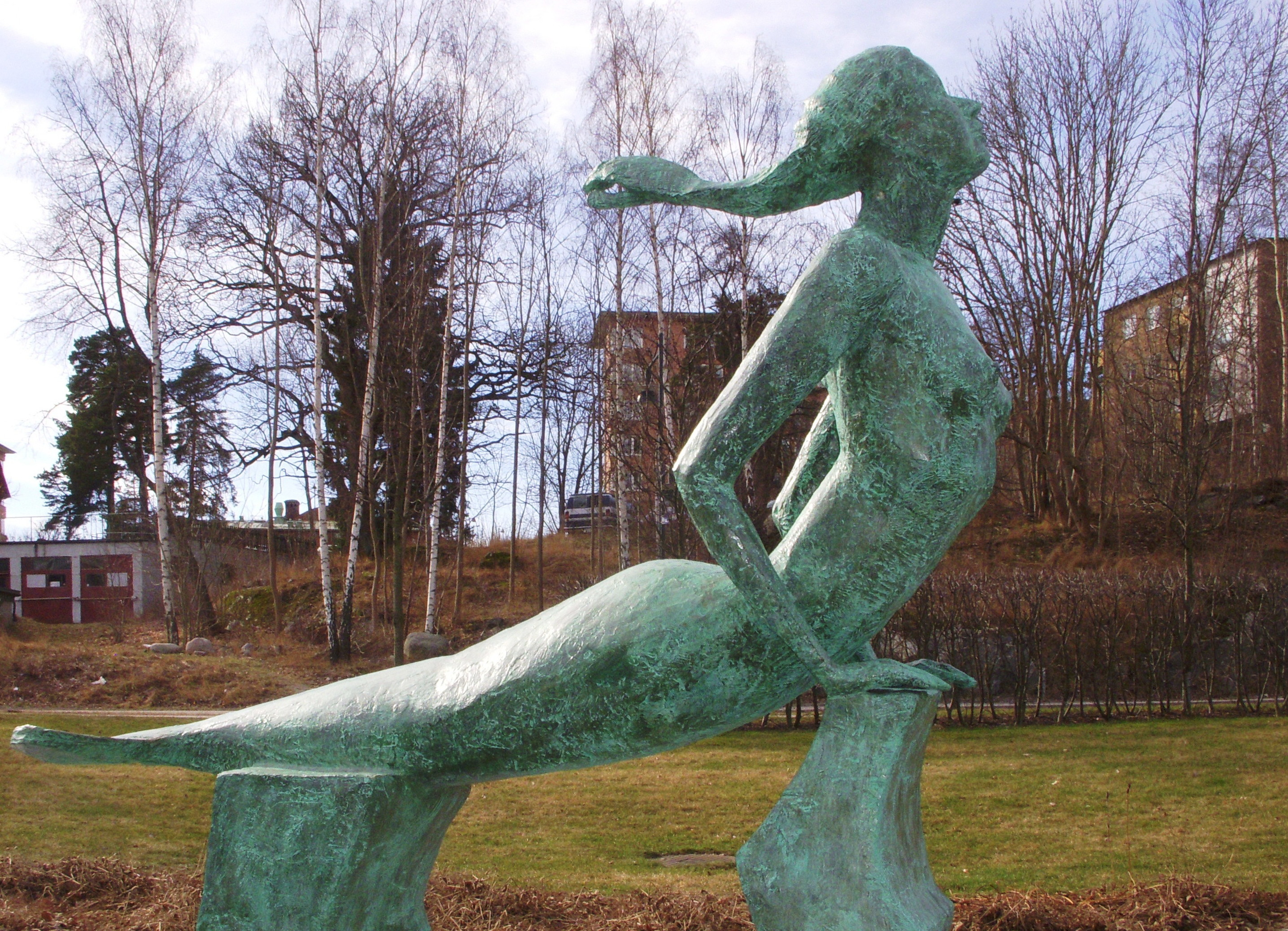
Sjöjungfrun i Stocksund, flyttad till Farsta
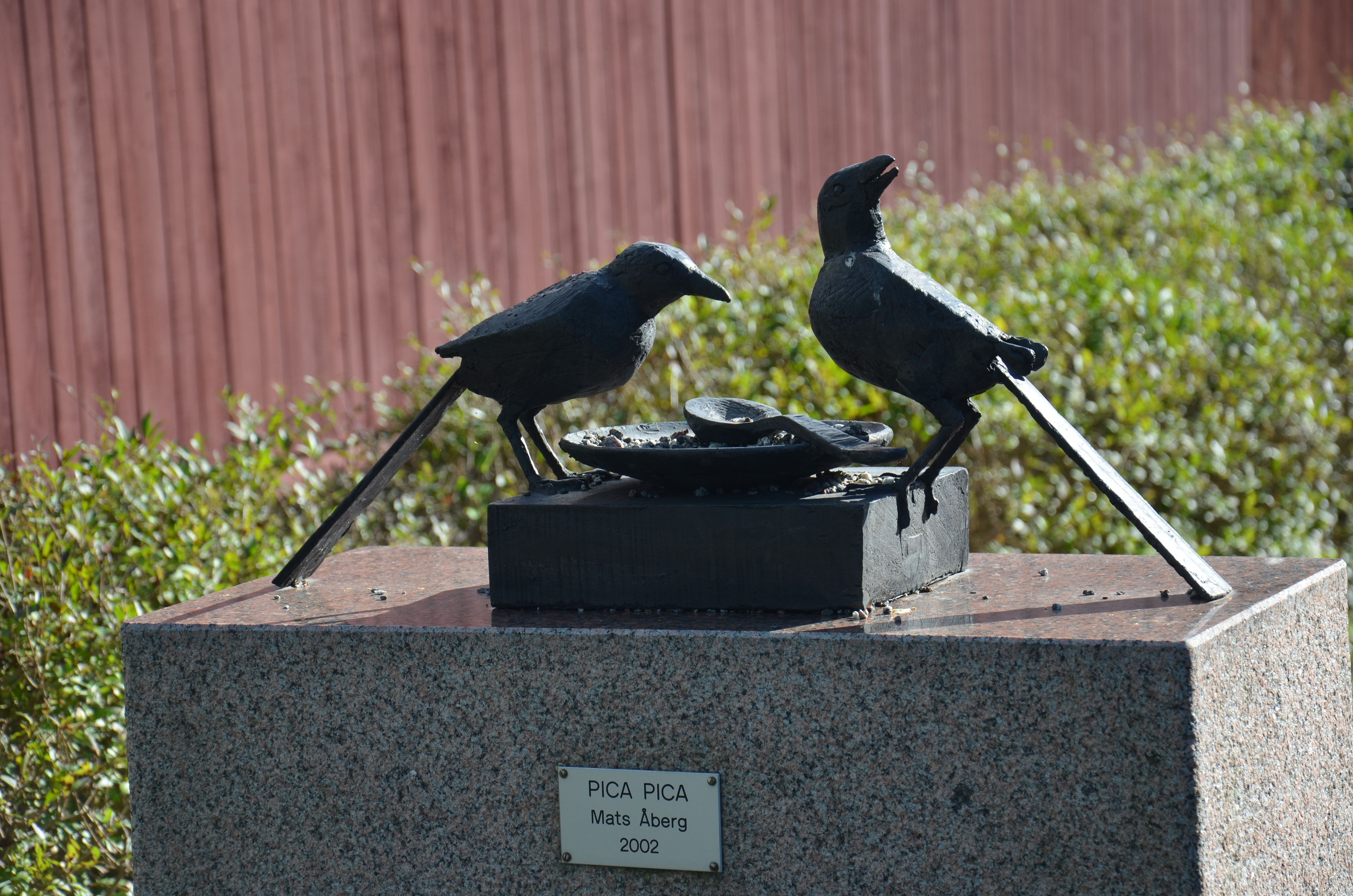
Pica pica i Enebyberg
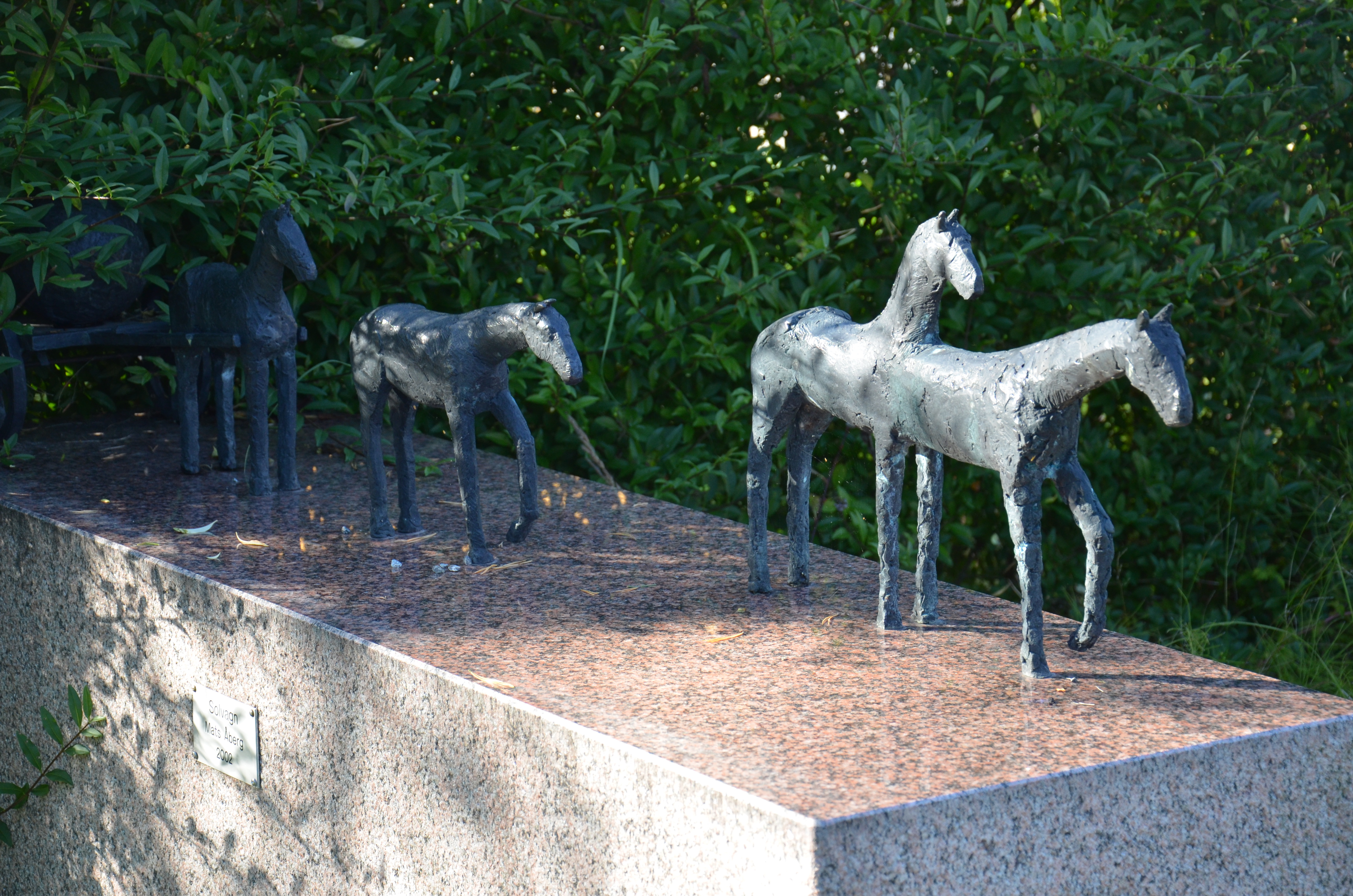
Solhjul i Enebyberg
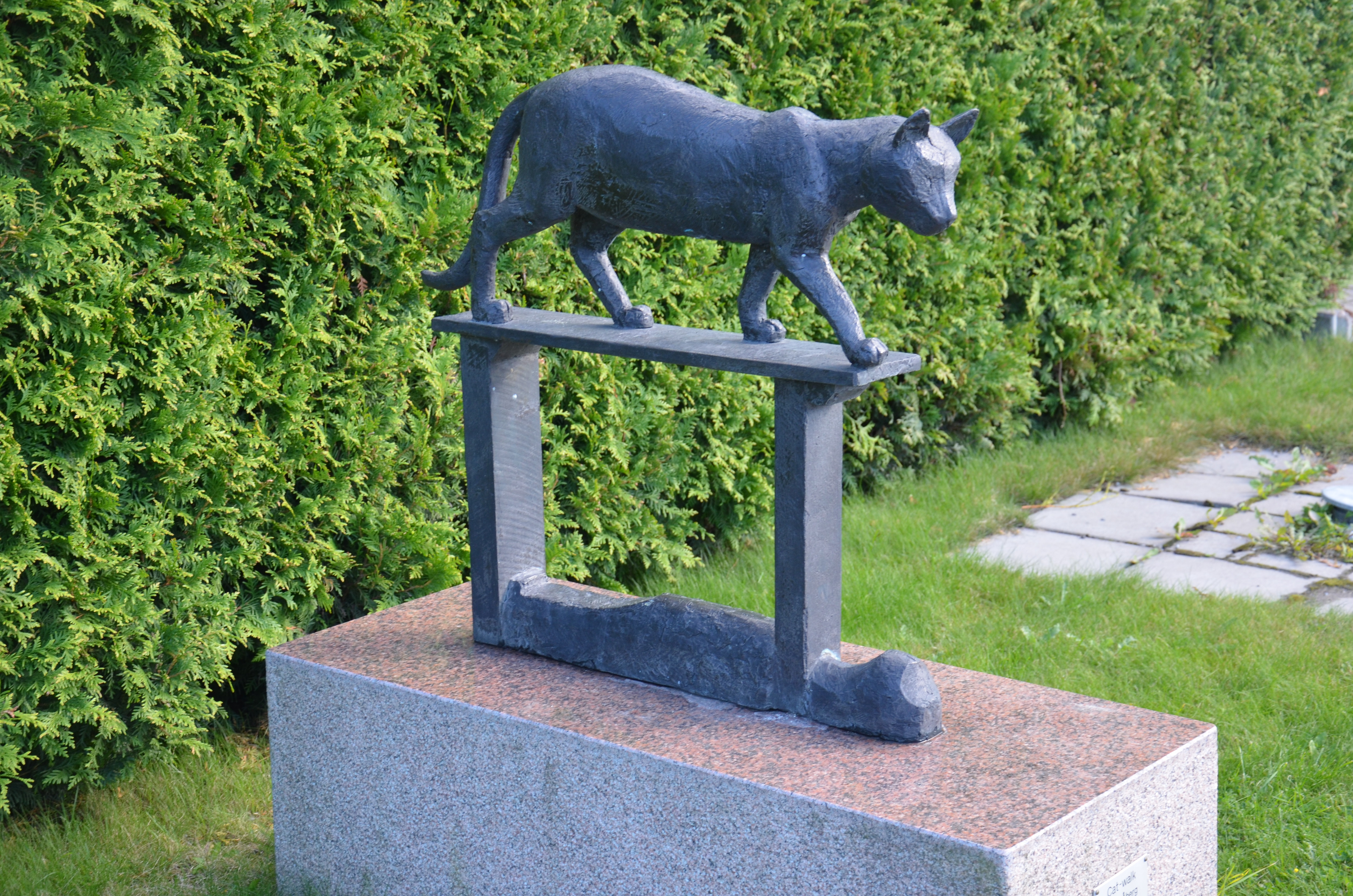
Catwalk i Enebyberg
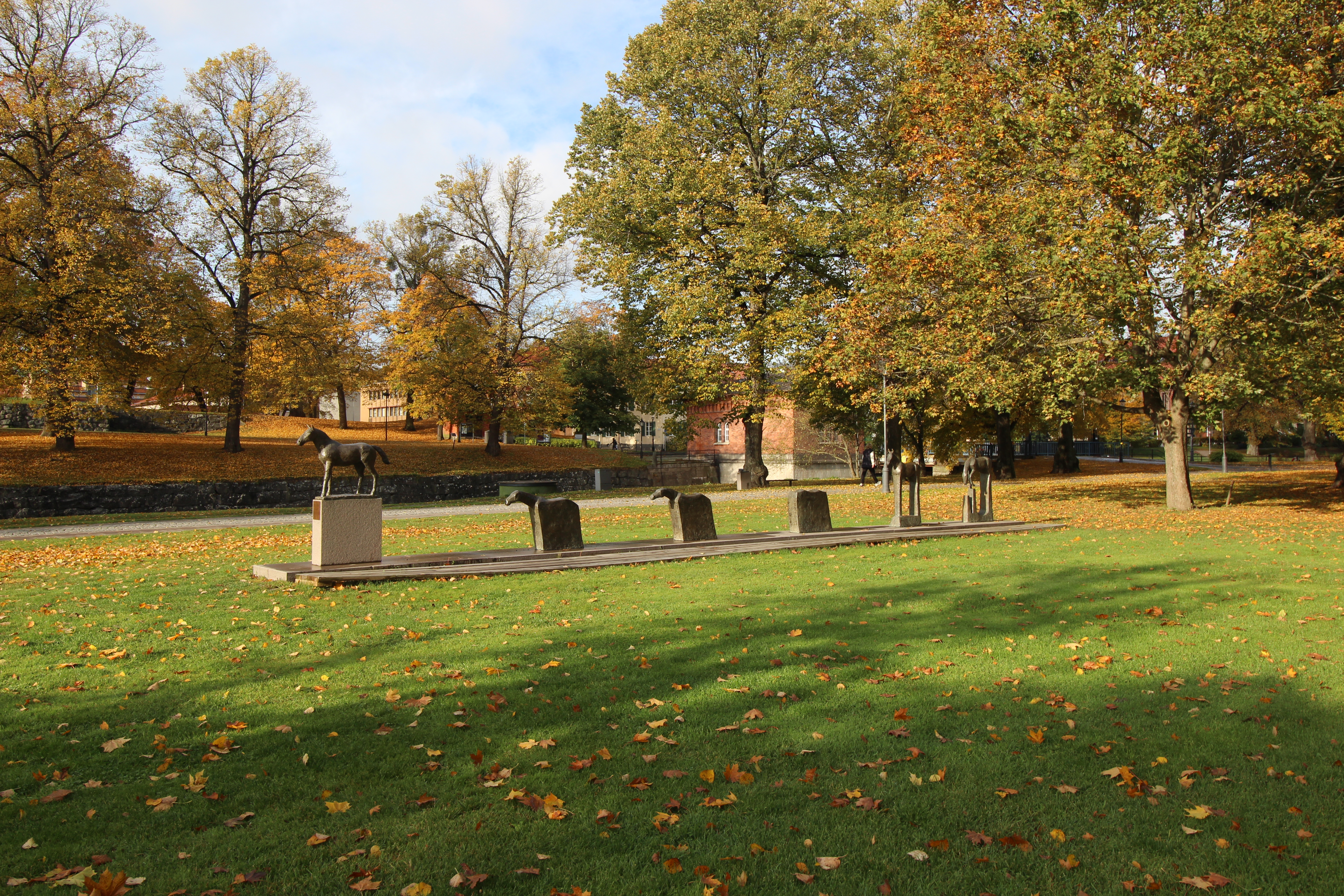
Våga, Västerås